# 萨卡里亚河
薩卡里亞河（土耳其語：Sakarya Irmağı）古稱珊伽里俄斯河（Sangarius），是土耳其長度第三長的河流，其流域貫穿古代被稱為弗里吉亚的地區。
薩卡里亞河發源於阿菲永卡拉希萨尔東北方的巴亞特高原（Bayat Yaylası），流經小城波拉特勒一帶時與其支流波爾蘇克河交匯，最終經由萨卡里亚省阿达帕扎勒地區的平原注入黑海。從薩卡里亞河的上游到下游總共興建了四座水壩，分別是：阿克恰伊水壩、葉尼傑水壩、戈克切卡亞水壩與薩勒耶爾水壩。
由拜占庭帝国皇帝查士丁尼一世下令修築橫越薩卡里亞河的珊伽里俄斯橋，橋梁的遺跡仍留存至今。此外在中世纪時期，一支居住於薩卡里亞河谷瑟于特地區的部落，其首領奥斯曼一世日後開創了奥斯曼帝国。